# Miranda Slabber
Miranda Slabber (Arnemuiden, 11 mei 1980) is een Nederlands model; ze was Miss Nederland 2004/2005.
Tijdens de Megafestatie in de Jaarbeurs in Utrecht werd Miranda gescout voor de modellenwedstrijd van meidenblad Yes (1997), uiteindelijk won zij de wedstrijd. Als gevolg sierde zij covers van o.a. de Fancy en de Yes. In 1998 was zij 1 van de finalisten van de Elite Model Look, wat haar een contract opleverde bij het prestigieuze modellenbureau Elite in Amsterdam. Miranda deed vanuit Parijs en Kaapstad campagnes voor o.a. Nike, Mexx, Triumph, Reebok, Frédérique Constant en Keune.
Slabber heeft de pabo afgerond voordat ze zich opgaf voor een missverkiezing, specifiek die van Miss Zeeland.
Op 11 september 2004 werd ze verkozen tot Miss Zeeland 2004/2005. Dit was haar opstap voor de verkiezing op 10 oktober 2004 tot Miss Nederland, als opvolgster van Sanne de Regt. Ze deed vervolgens voor Nederland mee aan de Miss Worldverkiezing 2004/2005 die van 8 november tot en met 4 december 2004 plaatsvond in de Chinese stad Sanya.
In het kader van haar missverkiezing zet ze zich ook in voor een goed doel: Stichting Doe een Wens en stichting de Manteling.
Vanaf het voorjaar van 2006 was Slabber enige tijd presentatrice van verschillende tv-programma's.
Slabber deed in 2007 mee aan Peking Express: Zuid-Amerika op Net5. Uiteindelijk won ze het programma.
Slabber is getrouwd met trompettist Rik Mol samen hebben ze een dochter en een zoon.